# Fretless

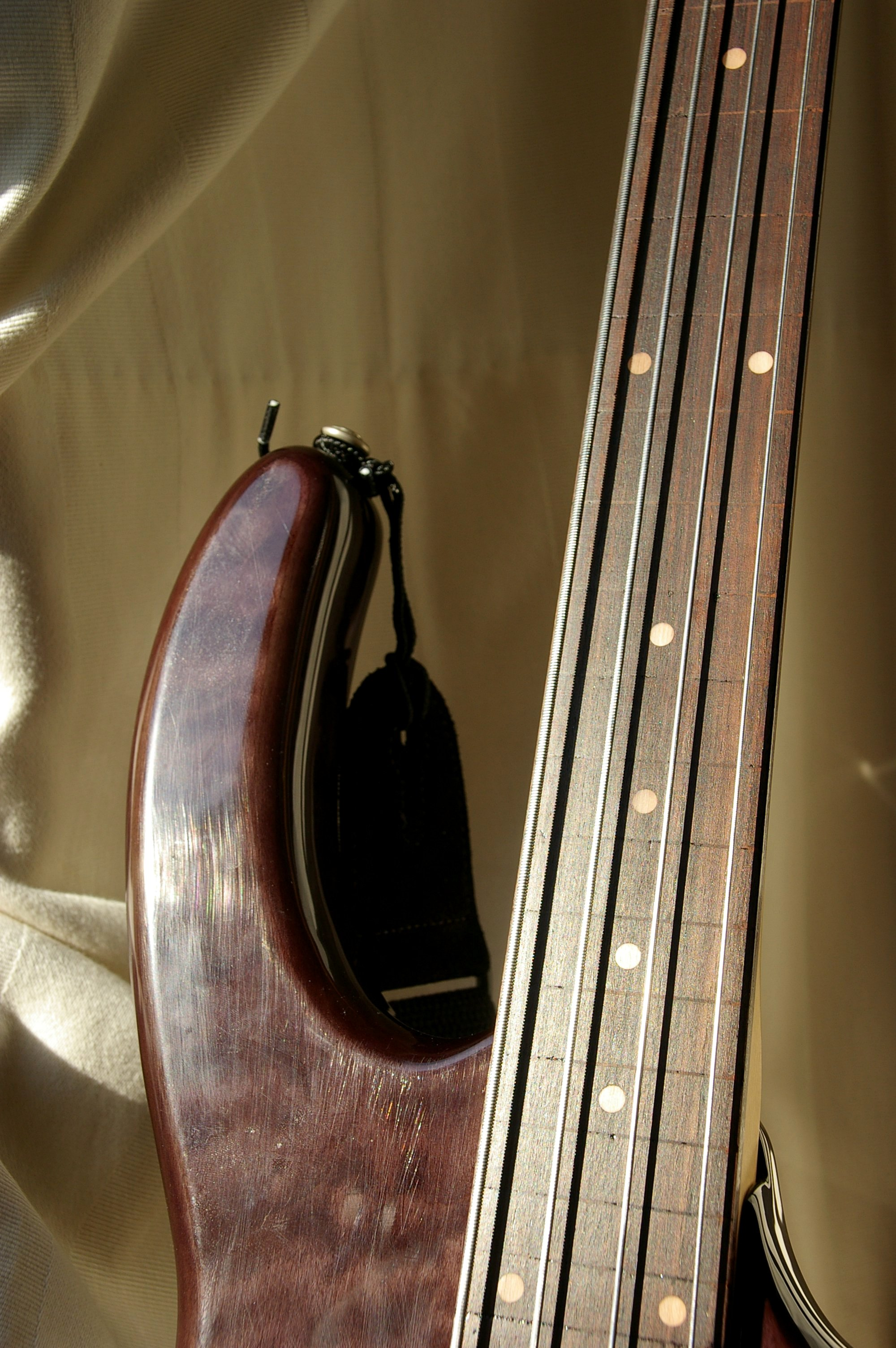
Exemple de basse Fretless (ici, les frettes ont été retirées après fabrication de la basse)

Le qualificatif Fretless (ou sans frettes) est employé lorsqu'un instrument de musique qui comporte habituellement des frettes (guitare basse, viole, guitare, banjo) n'en comporte justement pas, donnant à l'instrument un son plus doux, moelleux ou lyrique. On utilise ce terme surtout pour la basse mais aussi pour la guitare. Le retrait des frettes sur un instrument qui en était pourvu est appelé défrettage ; certains instruments fretless sont construits directement sans frettes.